# Fußballsportverein Frankfurt 1899 2022-2023
Questa voce raccoglie le informazioni riguardanti il Fußballsportverein Frankfurt 1899 nelle competizioni ufficiali della stagione 2022-2023.

## Stagione
Nella stagione 2022-2023 il FSV Francoforte, allenato da Tim Görner, concluse il campionato di Regionalliga Sudovest al 5º posto.

## Rosa
| N. |                          | Ruolo | Calciatore          |
| -- | ------------------------ | ----- | ------------------- |
| 1  | Israele (bandiera)       | P     | Omer Hanin          |
| 2  | Germania (bandiera)      | D     | Manuel Reutter      |
| 4  | Germania (bandiera)      | D     | Tim Weißmann        |
| 5  | Germania (bandiera)      | D     | Noel Knothe         |
| 6  | Germania (bandiera)      | C     | Amid Khan Agha      |
| 7  | Germania (bandiera)      | C     | Ahmed Azaouagh      |
| 8  | Italia (bandiera)        | C     | Giorgio del Vecchio |
| 10 | Paesi Bassi (bandiera)   | A     | Cas Peters          |
| 11 | Germania (bandiera)      | A     | Jihad Bouthakrit    |
| 12 | Germania (bandiera)      | P     | Timo Haboeck        |
| 12 | Corea del Sud (bandiera) | C     | Seok-min Park       |
| 13 | Germania (bandiera)      | D     | Elias Oubella       |
| 14 | Austria (bandiera)       | D     | Lukas Hupfauf       |
| 15 | Germania (bandiera)      | D     | Miguel Costa        |
| 17 | Germania (bandiera)      | C     | Leon Müller         |
| 18 | Germania (bandiera)      | A     | Jake Hirst          |

| N. |                        | Ruolo | Calciatore          |
| -- | ---------------------- | ----- | ------------------- |
| 19 | Germania (bandiera)    | C     | Fabian Messina      |
| 20 | Giappone (bandiera)    | C     | Sho Sannomiya       |
| 21 | Germania (bandiera)    | D     | Timo Hildmann       |
| 22 | Germania (bandiera)    | C     | Matteo Costa        |
| 23 | Germania (bandiera)    | D     | Robin Williams      |
| 24 | Canada (bandiera)      | A     | Oluwabori Falaye    |
| 25 | Germania (bandiera)    | D     | Maxim Emmerling     |
| 26 | Germania (bandiera)    | D     | Noah Awassi         |
| 27 | Germania (bandiera)    | C     | Amin Farouk         |
| 28 | Germania (bandiera)    | C     | Nicolas Loebus      |
| 31 | Germania (bandiera)    | P     | Henry Bremer        |
| 32 | Germania (bandiera)    | P     | Sebastian Schreiber |
| 33 | Germania (bandiera)    | C     | Onur Ünlücifci      |
| 34 | Germania (bandiera)    | C     | George Iorga        |
| 38 | Inghilterra (bandiera) | A     | Kyle Spence         |
|    | Germania (bandiera)    | P     | Jan-Luca Dietz      |

## Organigramma societario
Area tecnica
- Allenatore: Tim Görner
- Allenatore in seconda: Nils Schick
- Preparatore dei portieri: Christoph Gerigk
- Preparatori atletici:
- Analisi video:

## Calciomercato

### Sessione estiva
| Acquisti | Acquisti            | Acquisti          | Acquisti |
| R.       | Nome                | da                | Modalità |
| -------- | ------------------- | ----------------- | -------- |
| C        | Onur Ünlücifci      | Waldhof Mannheim  |          |
| C        | Leon Müller         | Darmstadt         |          |
| C        | Sho Sannomiya       | Schott Magonza    |          |
| D        | Tim Weißmann        | Teutonia Ottensen |          |
| D        | Noah Awassi         | Dornbirn          |          |
| A        | Jihad Bouthakrit    | Hoffenheim II     |          |
| C        | Giorgio del Vecchio | Schott Magonza    |          |
| P        | Omer Hanin          | Magonza           |          |
| C        | Amid Khan Agha      | Hoffenheim II     |          |
| D        | Noel Knothe         | Norimberga        |          |
| A        | Emir Kuhinja        | F. Düsseldorf II  |          |
| C        | Fabian Messina      | Sonnenhof G.      |          |
| P        | Sebastian Schreiber | Bayern Alzenau    |          |

| Cessioni | Cessioni                | Cessioni                  | Cessioni |
| R.       | Nome                    | a                         | Modalità |
| -------- | ----------------------- | ------------------------- | -------- |
| A        | Louis Evis              | SV Langensteinbach        |          |
| D        | Lukas Gottwalt          | Göztepe                   |          |
| C        | Luka Garić              | Barockstadt Fulda-Lehnerz |          |
| C        | Dušan Crnomut           | Bayern Alzenau            |          |
| P        | Daniel Endres           | Bayern Alzenau            |          |
| C        | Ivan Franjić            | Kickers Würzburg          |          |
| A        | Arif Güclü              | Steinbach                 |          |
| A        | Felix Heim              | Rot-Weiss Essen           |          |
| A        | Bahattin Karahan        | Wiedenbrück               |          |
| C        | Andu Kelati             | Hoffenheim II             |          |
| C        | Simon Lüders            | FC Eddersheim             |          |
| C        | Denis Mangafic          | Gießen                    |          |
| P        | Kenan Mujezinović       | Nöttingen                 |          |
| C        | Jannik Sommer           | Wormatia Worms            |          |
| D        | Leonhard von Schroetter | Zwickau                   |          |

### Sessione invernale
| Acquisti | Acquisti    | Acquisti        | Acquisti |
| R.       | Nome        | da              | Modalità |
| -------- | ----------- | --------------- | -------- |
| C        | Amin Farouk | Wehen Wiesbaden |          |

| Cessioni | Cessioni     | Cessioni | Cessioni |
| R.       | Nome         | a        | Modalità |
| -------- | ------------ | -------- | -------- |
| A        | Emir Kuhinja | Freiberg |          |

## Risultati

### Regionalliga Sudovest

#### Girone di andata
| Arbitro: | Greef |

|                   |           |  |
| Müller 90’ (rig.) | Marcatori |  |

| Arbitro: | Brombacher |

|                                                                              |           |  |
| Përdedaj 6’, 17’ Müller 26’ (aut.) Eisele 49’, 54’ Gösweiner 66’, 73’ (rig.) | Marcatori |  |

| Arbitro: | Heiker |

|                                       |           |           |
| Bouthakrit 27’ Peters 29’ Reutter 55’ | Marcatori | 56’ Durna |

| Arbitro: | Forster |

|                                  |           |              |
| Wanner 29’, 35’ Jopek 70’ (rig.) | Marcatori | 32’ Azaouagh |

| Arbitro: | Wilke |

|                                                                    |           |                            |
| Sannomiya 3’, 89’ Peters 38’, 47’ (rig.) Hirst 81’ Gibs 86’ (aut.) | Marcatori | 9’ Crosthwaite 66’ Antlitz |

| Arbitro: | Zemke |

|            |           |  |
| Drakas 35’ | Marcatori |  |

| Arbitro: | Greef |

|  |           |           |
|  | Marcatori | 16’ Röser |

| Arbitro: | Rübe |

|                       |           |                             |
| Strujić 22’ Korte 26’ | Marcatori | 30’ (aut.) Kober 33’ Peters |

| Arbitro: | Reuter |

|                           |           |           |
| Peters 41’ Bouthakrit 90’ | Marcatori | 38’ Curci |

| Arbitro: | Huthmacher |

|          |           |                 |
| Tost 90’ | Marcatori | 19’, 60’ Peters |

| Francoforte sul Meno 8 ottobre 2022, ore 14:00 CEST 11ª giornata | FSV Francoforte | 0 – 0 referto | Eintracht Treviri | PSD Bank Arena (1 336 spett.)\| Arbitro: \| Lämmle \| |
| Arbitro:                                                         | Lämmle          |               |                   |                                                       |

| Arbitro: | Schöller |

|             |           |  |
| Shehada 77’ | Marcatori |  |

| Arbitro: | Schneider |

|          |           |                                   |
| Agha 41’ | Marcatori | 32’ (rig.) Proschwitz 34’ Tohumcu |

| Arbitro: | Satriano |

|  |           |                                      |
|  | Marcatori | 66’ (rig.) Peters 90’, 90’ Sannomiya |

| Arbitro: | Knoll |

|                      |           |           |
| Ganime 8’ Schaaf 86’ | Marcatori | 1’ Peters |

| Arbitro: | Dennemärker |

|                                               |           |  |
| Bouthakrit 3’ Peters 22’, 78’, 82’ Müller 42’ | Marcatori |  |

| Arbitro: | Forster |

|                                  |           |            |
| Weißmann 27’ (aut.) Abruscia 61’ | Marcatori | 66’ Peters |

#### Girone di ritorno
| Arbitro: | Huthmacher |

|  |           |                       |
|  | Marcatori | 81’ Vecchio 86’ Hirst |

| Arbitro: | Brombacher |

|              |           |             |
| Weißmann 90’ | Marcatori | 68’ Mendler |

| Arbitro: | Schneider |

|              |           |                                    |
| Stendera 49’ | Marcatori | 8’ Bouthakrit 76’ Müller 80’ Hirst |

| Arbitro: | Kessel |

|  |           |                 |
|  | Marcatori | 90’ Breitenbach |

| Arbitro: | Prigan |

|                 |           |                         |
| Carl 62’ (rig.) | Marcatori | 71’ Müller 83’ Weißmann |

| Arbitro: | Satriano |

|                     |           |                |
| Bouthakrit 16’, 19’ | Marcatori | 50’ Kastanaras |

| Arbitro: | Dennemärker |

|          |           |                                                |
| Jann 77’ | Marcatori | 5’ Farouk 43’ Sannomiya 48’ Vecchio 89’ Falaye |

| Arbitro: | Hasmann |

|                 |           |            |
| Peters 17’, 46’ | Marcatori | 54’ Singer |

| Arbitro: | Zemke |

|             |           |           |
| Schmidt 24’ | Marcatori | 8’ Peters |

| Arbitro: | Hofheinz |

|                                           |           |                      |
| Peters 40’ (rig.) Hirst 90’ Ünlücifci 90’ | Marcatori | 19’ Pepić 48’ Mourad |

| Arbitro: | Reuter |

|  |           |           |
|  | Marcatori | 34’ Hirst |

| Arbitro: | Reif |

|                               |           |  |
| Agha 33’ Hirst 37’ Peters 67’ | Marcatori |  |

| Arbitro: | Waldinger |

|                                            |           |  |
| Asllani 18’ Bischof 79’ Damar 84’ Bähr 87’ | Marcatori |  |

| Arbitro: | Michel |

|            |           |                                 |
| Peters 29’ | Marcatori | 67’ Blagojević 90’ (rig.) Stark |

| Arbitro: | Hasmann |

|            |           |           |
| Peters 34’ | Marcatori | 90’ Pfalz |

| Arbitro: | Knoll |

|                              |           |                        |
| Sökler 65’ (rig.) Reisig 86’ | Marcatori | 10’, 84’ (rig.) Peters |

| Arbitro: | Heim |

|           |           |  |
| Hirst 74’ | Marcatori |  |

## Statistiche

### Statistiche di squadra
| Competizione | Punti | In casa | In casa | In casa | In casa | In casa | In casa | In trasferta | In trasferta | In trasferta | In trasferta | In trasferta | In trasferta | Totale | Totale | Totale | Totale | Totale | Totale | DR  |
| Competizione | Punti | G       | V       | N       | P       | Gf      | Gs      | G            | V            | N            | P            | Gf           | Gs           | G      | V      | N      | P      | Gf     | Gs     | DR  |
| ------------ | ----- | ------- | ------- | ------- | ------- | ------- | ------- | ------------ | ------------ | ------------ | ------------ | ------------ | ------------ | ------ | ------ | ------ | ------ | ------ | ------ | --- |
| Regionalliga | 57    | 17      | 10      | 3       | 4       | 32      | 16      | 17           | 7            | 3            | 7            | 25           | 29           | 34     | 17     | 6      | 11     | 57     | 45     | +12 |
| Totale       | 57    | 17      | 10      | 3       | 4       | 32      | 16      | 17           | 7            | 3            | 7            | 25           | 29           | 34     | 17     | 6      | 11     | 57     | 45     | +12 |

### Andamento in campionato
| Giornata  | 1 | 2  | 3 | 4  | 5 | 6  | 7  | 8  | 9  | 10 | 11 | 12 | 13 | 14 | 15 | 16 | 17 | 18 | 19 | 20 | 21 | 22 | 23 | 24 | 25 | 26 | 27 | 28 | 29 | 30 | 31 | 32 | 33 | 34 |
| --------- | - | -- | - | -- | - | -- | -- | -- | -- | -- | -- | -- | -- | -- | -- | -- | -- | -- | -- | -- | -- | -- | -- | -- | -- | -- | -- | -- | -- | -- | -- | -- | -- | -- |
| Luogo     | C | T  | C | T  | C | T  | C  | T  | C  | T  | C  | T  | C  | T  | T  | C  | T  | T  | C  | T  | C  | T  | C  | T  | C  | T  | C  | T  | C  | T  | C  | C  | T  | C  |
| Risultato | V | P  | V | P  | V | P  | P  | N  | V  | V  | N  | P  | P  | V  | P  | V  | P  | V  | N  | V  | P  | V  | V  | V  | V  | N  | V  | V  | V  | P  | P  | N  | N  | V  |
| Posizione | 6 | 13 | 7 | 11 | 5 | 11 | 12 | 12 | 11 | 9  | 10 | 11 | 11 | 11 | 11 | 9  | 10 | 7  | 9  | 8  | 9  | 8  | 7  | 7  | 6  | 7  | 7  | 6  | 4  | 4  | 6  | 5  | 6  | 5  |

Legenda:

Luogo: C = Casa; T = Trasferta. Risultato: V = Vittoria; N = Pareggio; P = Sconfitta.

### Statistiche dei giocatori
| A. Agha       | 30 | 2  | 9 | 0 |
| N. Awassi     | 33 | 0  | 9 | 0 |
| A. Azaouagh   | 30 | 1  | 9 | 1 |
| J. Bouthakrit | 26 | 6  | 3 | 0 |
| H. Bremer     | 7  | 0  | 0 | 0 |
| M. Costa      | 5  | 0  | 0 | 0 |
| M. Costa      | 7  | 0  | 1 | 0 |
| J. Dietz      | 0  | 0  | 0 | 0 |
| M. Emmerling  | 1  | 0  | 0 | 0 |
| O. Falaye     | 11 | 1  | 2 | 0 |
| A. Farouk     | 7  | 1  | 1 | 0 |
| T. Haboeck    | 0  | 0  | 0 | 0 |
| O. Hanin      | 27 | 0  | 3 | 0 |
| T. Hildmann   | 2  | 0  | 0 | 0 |
| J. Hirst      | 23 | 7  | 6 | 1 |
| L. Hupfauf    | 11 | 0  | 0 | 1 |
| G. Iorga      | 1  | 0  | 0 | 0 |
| N. Knothe     | 31 | 0  | 7 | 1 |
| E. Kuhinja    | 10 | 0  | 0 | 0 |
| N. Loebus     | 0  | 0  | 0 | 0 |
| F. Messina    | 24 | 0  | 8 | 0 |
| L. Müller     | 33 | 4  | 8 | 0 |
| E. Oubella    | 2  | 0  | 0 | 0 |
| S. Park       | 4  | 0  | 0 | 0 |
| C. Peters     | 32 | 22 | 7 | 0 |
| M. Reutter    | 34 | 1  | 2 | 0 |
| S. Sannomiya  | 32 | 5  | 3 | 0 |
| S. Schreiber  | 0  | 0  | 0 | 0 |
| K. Spence     | 16 | 0  | 1 | 0 |
| G. Vecchio    | 27 | 2  | 2 | 0 |
| T. Weißmann   | 30 | 2  | 6 | 0 |
| R. Williams   | 0  | 0  | 0 | 0 |
| O. Ünlücifci  | 24 | 1  | 3 | 0 |